# Język duma
Język duma – język z rodziny bantu, używany w Gabonie i Kongu. W 1978 roku liczba mówiących wynosiła ok. 10 tysięcy.